# TT221
TT221 (Theban Tomb 221) è la sigla che identifica una delle Tombe dei Nobili ubicate nell'area della cosiddetta Necropoli Tebana, sulla sponda occidentale del Nilo dinanzi alla città di Luxor, in Egitto. Destinata a sepolture di nobili e funzionari connessi alle case regnanti, specie del Nuovo Regno, l'area venne sfruttata, come necropoli, fin dall'Antico Regno e, successivamente, sino al periodo Saitico (con la XXVI dinastia) e Tolemaico.

## Titolare
TT221 era la tomba di:
| Titolare | Titolo                                                    | Necropoli    | Dinastia/Periodo | Note             |
| -------- | --------------------------------------------------------- | ------------ | ---------------- | ---------------- |
| Horimin  | Scriba dei soldati nel Palazzo del re a occidente di Tebe | Qurnet Murai | XIX-XX dinastia  | a sud della TT40 |

## Biografia
Date le cattive condizioni e le scarse scene superstiti, non è possibile ricavare alcuna notizia biografica sul titolare Horimin.

## La tomba
TT221 presenta planimetricamente forma a "T" rovesciata, tipica del periodo costituita da un corridoio di accesso ad una sala trasversale, sulle cui pareti sono riportati brani del Libro delle Porte, il defunto in adorazione di Ra-Horakhti e il defunto e la moglie presentati a Osiride da due divinità. Poco oltre scena non ultimata del defunto dinanzi a Ra-Horakhti. Seguono, in un fregio in alto, il defunto e la moglie in adorazione di Anubi/sciacallo e Hathor. Sul soffitto la barca di Ra e il defunto, con il suo nome e i suoi titoli, inginocchiato che recita una formula d'offertorio.

### Annotazioni
1. ↑  La numerazione dei locali e delle pareti segue quella di Porter e Moss 1927, p. 318.
2. ↑  La prima numerazione delle tombe, dalla numero 1 alla 253, risale al 1913 con l'edizione del "Topographical Catalogue of the Private Tombs of Thebes" di Alan Gardiner e Arthur Weigall. Le tombe erano numerate in ordine di scoperta e non geografico; ugualmente in ordine cronologico di scoperta sono le tombe dalla 253 in poi.
3. ↑  I campi della Duat, ovvero l'aldilà egizio, si trovavano, secondo le credenze, proprio sulla riva occidentale del grande fiume.
4. ↑  Nella sua epoca di utilizzo, l'area era nota come "Quella di fronte al suo Signore" (con riferimento alla riva orientale, dove si trovavano le strutture dei Palazzi di residenza dei re e i templi dei principali dei) o, più semplicemente, "Occidente di Tebe".
5. ↑  le Tombe dei Nobili, benché raggruppate in un'unica area, sono di fatto distribuite su più necropoli distinte.
6. ↑  Le note, sovente di inquadramento topografico della tomba, sono tratte dal "Topographical Catalogue" di Gardiner e Weigall, ed. 1913 e fanno perciò riferimento alla situazione dell'epoca.

### Fonti
1. ↑  Gardiner e Weigall 1913.
2. ↑  Donadoni 1999,  p. 115.
3. 1 2  Gardiner e Weigall 1913, p. 36.
4. ↑  Gardiner e Weigall 1913, pp. 36-37.
5. ↑  Gardiner e Weigall 1913, p. 37.
6. 1 2  Porter e Moss 1927,  p. 323.